# Metopolophium arctogenicolens
Metopolophium arctogenicolens är en insektsart som beskrevs av Richards 1964. Metopolophium arctogenicolens ingår i släktet Metopolophium och familjen långrörsbladlöss. Inga underarter finns listade i Catalogue of Life.